# Jaime Sinay
Jaime Sinay Assael es un ingeniero y empresario chileno, exgerente general corporativo de la cadena de farmacias chilena Ahumada.
Se formó en ingeniería civil industrial en la Universidad de Chile de la capital. Posteriormente cursó un Diploma de Posgrado en Administración de Empresas (DPA) en la Universidad Adolfo Ibáñez.
Inició su vida laboral en el sector financiero y en la cementera local Polpaico, donde llegó a desempeñarse como subgerente de marketing. Pasó a Farmacias Ahumada tres años después de contraer matrimonio, en marzo de 1990, con Denise Codner Dujovne, hija del entonces presidente de la firma, José Codner Chijner.
Comenzó su carrera en la cadena como gerente de finanzas, pero en 1995 pasó a la gerencia general corporativa, donde inició el proyecto de internacionalizar la firma. Durante su gestión se concretó el ingreso de Falabella a la compañía con un 20%, luego de un aumento de capital que destinó a su plan de expansión.
Dejó el cargo al año siguiente de la compra de la brasileña Drogamed, reintegrándose en agosto de 2001, esta vez como miembro del directorio.
En lo sucesivo desarrolló emprendimientos propios, los cuales se concentraron en el negocio minorista. Así, su sociedad con los hermanos Jorge, Claudio y Felipe Israel, además de otros empresarios, se convertiría en una de las principales desarrolladoras de centros comerciales en formatos stripcenter de la Región Metropolitana de Santiago.

## Nota
1. ↑  Sinay y Codner posteriormente se separarían.

- Datos: Q5925372